# Frankfurter Filmschau
Die Frankfurter Filmschau (auch: Filmschau Frankfurt) war ein Filmfestival in Hessen, das zwischen 1988 und 2005 jährlich stattfand.

## Geschichte
Ausgerichtet wurde die Frankfurter Filmschau vom Filmbüro Hessen, das die Filmförderung Hessens in den 80er und 90er Jahren leitete. Sämtliche Filme, die in den Genuss hessischer Filmförderung gekommen waren oder hessische Förderpreise gewonnen hatten, wurden dort gezeigt.  Die Filmschau sollte vor allem jungen Talenten eine Plattform bieten, der Fokus lag deshalb besonders im Kurz- und Experimentalfilmbereich sowie auf regionalen Nachwuchsregisseuren.
2002 versuchte Wim Wenders, die Schau zu einem internationalen Filmfestival auszubauen. Dazu lud Wenders knapp 80 Filmemacher aus aller Welt ein. Der Höhepunkt des Films war eine Retrospektive des italienischen Films unter Martin Scorsese.
2005 fand die Frankfurter Filmschau zum letzten Mal statt, mit 91 Beiträgern und dem Road Movie SommerHundeSöhne als Eröffnungsfilm.